# Vesna (muziekgroep)
Vesna is een Tsjechische muziekgroep.

## Biografie
De groep werd in 2016 opgericht door Patricie Fuxová. Tijdens haar studie aan het conservatorium kreeg ze het idee om een volledig vrouwelijke groep op te richten die vrouwelijkheid en Slavisme zou vieren. Naast Fuxová bestond Vesna oorspronkelijk uit violiste Bára Šůstková, fluitist Andrea Šulcová en Tanita Yankovová.
In 2017 bracht de groep een eerste single uit. Het nummer kreeg als titel Morana, vernoemd naar de godin van de winter. Het nummer werd opgenomen in samenwerking met het Tsjechisch Nationaal Symfonisch Orkest. Samen namen ze nog drie andere singles op: Mokoš, Vesna en Živa, respectievelijk vernoemd naar de godinnen voor de herfst, lente en zomer.
In 2018 verliet Šulcová de groep. Zij werd vervangen door pianiste Olesya Ocepovská en drummer Markéta Vedralová. In november van dat jaar brachten ze hun debuutalbum Pátá Bohyně uit met dertien nummers. In 2020 volgde een tweede album met als titel Anima.
Begin 2023 nam Vesna deel aan de Tsjechische preselectie voor het Eurovisiesongfestival. Met het nummer My sister's crown won de groep de finale met overmacht, waardoor het Tsjechië mocht vertegenwoordigen op het Eurovisiesongfestival 2023 in het Britse Liverpool. Daar wisten ze de finale te halen en te eindigen op een tiende plek. 
Een dag later brachten ze hun ep Muzika uit.